# Амадо Гевара
Амадо Гевара (шп. Amado Guevara) је бивши фудбалер Хондураса и репрезентативац. За репрезентацију је одиграо 138 утакмица и постигао 27 гола.
Играо је у МЛС лиги за Торонто, где је у сезони 2008/09. играо као везни играч.